# Lockdown (2013)
Lockdown (2013) foi um evento pay-per-view realizado pela Total Nonstop Action Wrestling, que ocorreu no dia 10 de março de 2013 no Alamodome na cidade de San Antonio, Texas. Esta foi a nona edição da cronologia do Lockdown. Pela primeira vez o Lockdown foi realizado no mês de março desde a sua criação em 2005. Como de costume, houve uma luta estilo Lethal Lockdown entre duas equipes de cinco lutadores. Diferentemente dos anos anteriores, onde todas as outras lutas eram realizadas em jaulas de aço, a partir de 2013 o evento contou também com lutas normais.
O evento contou com oito lutas no total. Todas as lutas principais do evento foram realizadas em jaulas de aço, sendo que na primeira delas, o membro dos Aces & Eights Wes Brisco derrotou Kurt Angle após a interferência do vice-presidente da gangue, D'Lo Brown. Na luta Lethal Lockdown do evento, o time da TNA, composto por  Sting, Samoa Joe, James Storm, Magnus e Eric Young derrotou os Aces & Eights, que tinham como representantes Devon, DOC, Garett Bischoff, Mike Knox e Mr. Anderson. No evento principal da noite, Bully Ray derrotou Jeff Hardy em outra luta numa jaula de aço para conquistar o TNA World Heavyweight Championship e se revelar como o líder dos Aces & Eights.
Segundo a presidente da TNA, Dixie Carter, o Lockdown de 2013 foi o evento em pay-per-view com o maior público, tendo cerca de quase 10.000 pessoas, tendo superado a marca anterior de 5.500 espectadores do Slammiversary de 2012.

## Produção

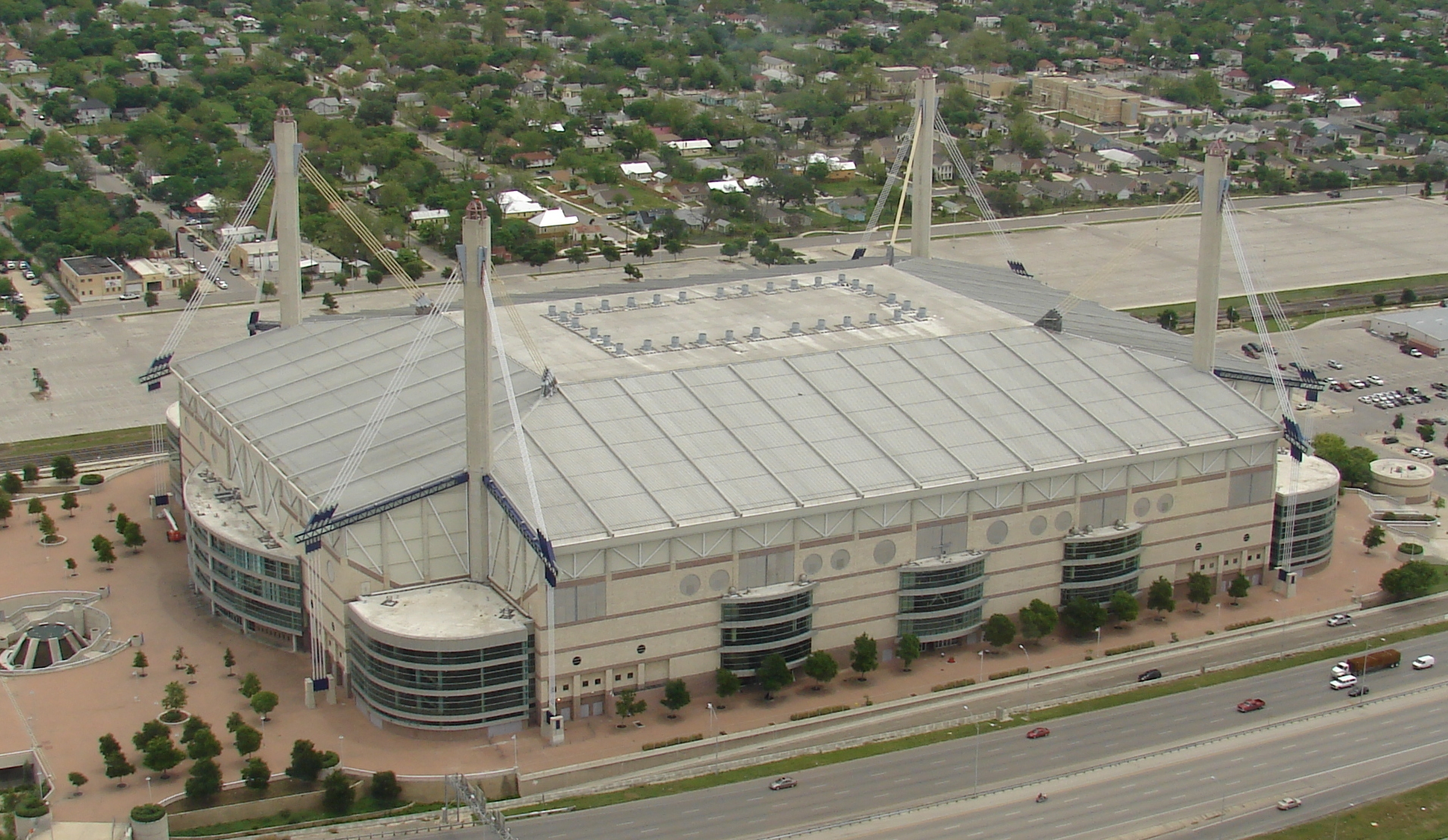
O Alamodome, lugar onde foi realizado o evento.

Durante o episódio de 29 de novembro do Impact Wrestling, o local para o evento foi anunciado para acontecer no Alamodome em San Antonio, Texas em 10 de março de 2013. No comunicado de imprensa publicado, a Presidente da TNA Dixie Carter declarou: "Temos estado à espera para ir para San Antonio, que poderia trazer a esta grande cidade um grande evento televisivo." Os bilhetes para o evento foram colocados à venda em 7 de dezembro de 2012. A partir de janeiro de 2013, a turnê Road to Lockdown, que a TNA realiza todos os anos, passou por diversas cidades em torno dos Estados Unidos e Reino Unido para eventos ao vivo e gravações de TV durante a preparação para o Lockdown.
Além disso, o Lockdown, que normalmente ocorre em abril, foi deslocado para março como parte do plano da empresa para reduzir o número mensal de pay-per-views transmitidos por ano. A partir de 2013 apenas o Genesis, o Lockdown, o Slammiversary e o Bound For Glory permaneceram.
Como todos os anos, a TNA  organizou a sua anual Lockdown VIP Weekend com sua Lockdown Fan InterAction, dando a oportunidade aos fãs para chegar perto dos seus lutadores favoritos para autógrafos, fotografias e conversas em 9 de março de 2013, um dia antes do evento.

## Antes do evento
Lockdown teve lutas de wrestling profissional envolvendo diferentes lutadores com rivalidades e storylines pré-determinadas que se desenvolveram no Impact Wrestling — programa de televisão da Total Nonstop Action Wrestling (TNA). Os lutadores interpretaram um vilão ou um mocinho seguindo uma série de eventos para gerar tensão, culminando em várias lutas.
Durante o Impact Wrestling de 14 de fevereiro, o gerente geral Hulk Hogan agendou um torneio para determinar o desafiante número um (com base em sua impressão) ao TNA World Heavyweight Championship de Jeff Hardy no Lockdown. Das quatro lutas programadas, duas acabaram sem vencedor, sendo elas Kurt Angle contra Samoa Joe e Bobby Roode contra Austin Aries; no entanto, Magnus derrotou Christopher Daniels e James Storm venceu Rob Van Dam. Enquanto isso, Brooke Hogan pediu a seu pai, Hulk, que seu marido Bully Ray também tivesse uma chance no torneio, sendo que Hogan levaria a proposta para assessoria. Porém, antes de uma decisão sobre o candidato ao título ser feita na mesma noite no ringue, os Aces & Eights pararam o anúncio e cercaram Hogan para um ataque, mas recuaram quando Bully Ray e Sting vieram para Hogan ajudar com armas. Na semana seguinte, Hogan agradecido, escolheu o seu genro Bully Ray (que não participou no torneio) como candidato ao título mundial, desconsiderando os concorrentes reais do torneio.

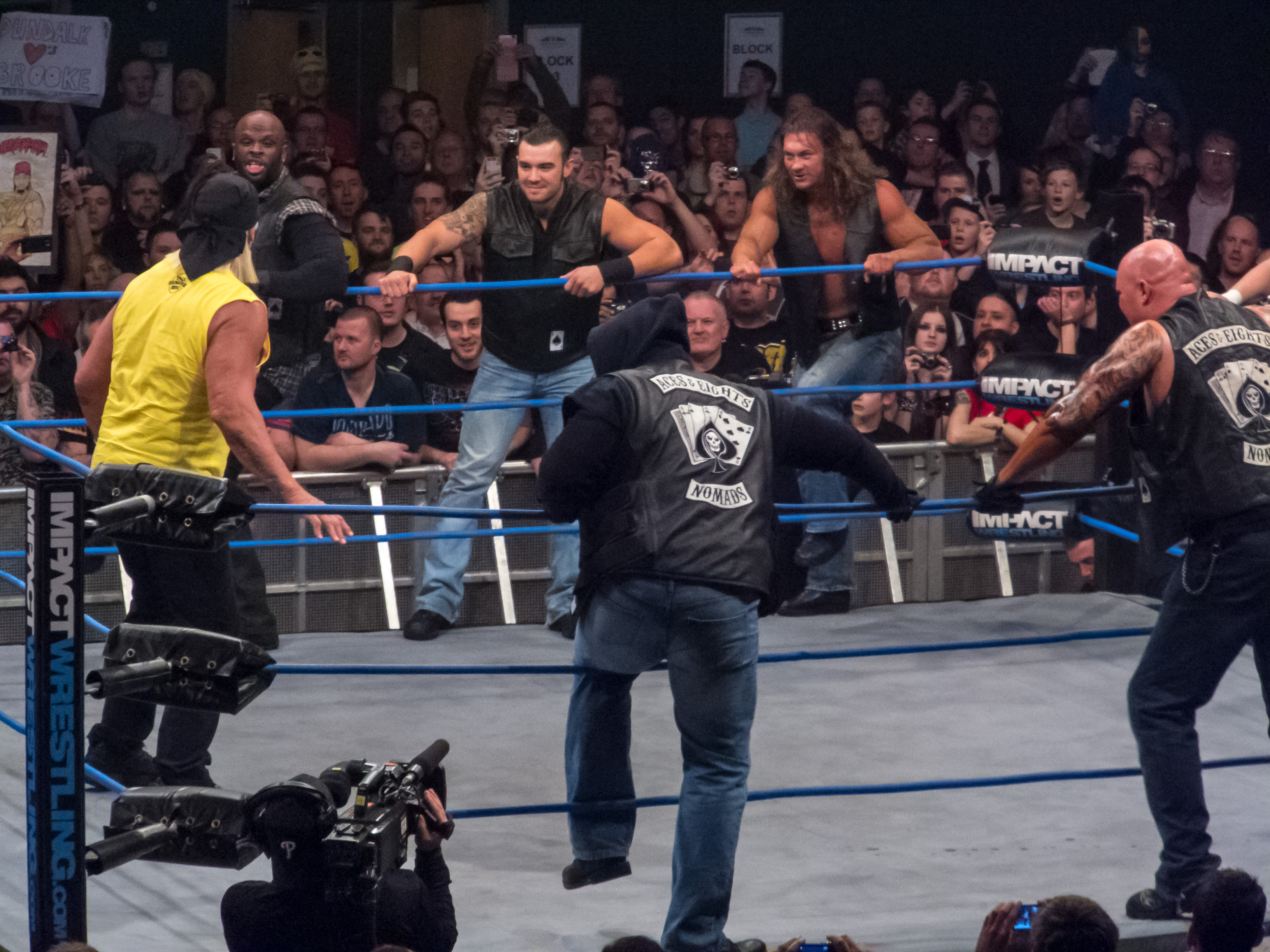
Os Aces & Eights cercando o gerente geral Hulk Hogan.

Os Aces & Eights fizeram sua estreia na TNA no episódio de 14 de junho de 2012 do Impact Wrestling, interrompendo um discurso de Sting sob a sua introdução ao Hall da Fama da TNA. Nos meses seguintes, a gangue de motoqueiros atacou diversos lutadores da TNA, como o próprio Sting, Hulk Hogan, Bully Ray e Austin Aries. Eles ganharam acesso total a TNA ao derrotarem Sting e Bully Ray no pay per view Bound for Glory, em 14 de outubro. No mesmo dia, Devon foi o primeiro membro a ser revelado. Nos meses seguintes, outros membros foram relevados, como DOC, Mike Knox e Mr. Anderson. No Final Resolution, a gangue foi derrotada por Kurt Angle, Samoa Joe, Garett Bischoff e Wes Brisco em uma luta de quartetos. Os ataques a Sting continuaram, com DOC lesionando Sting durante um ataque no Impact Wrestling de 8 de novembro. Sting retornou em 3 de janeiro de 2013 e derrotou DOC no pay per view Genesis em 13 de janeiro. Durante a turnê da TNA na Inglaterra, supostos amigos de Angle, Garett Bischoff e Wes Brisco também se revelaram como membros dos Aces & Eights. No dia 13 de fevereiro, a gangue lançou um desafio a Hulk Hogan para uma luta Lethal Lockdown no Lockdown. No Impact Wrestling do dia seguinte, Hogan aceitou o desafio e anunciou que Sting seria o capitão da equipe da TNA. No episódio de 28 de fevereiro do Impact Wrestling foi revelado que Devon, DOC, Garett Bischoff, Mike Knox e Mr. Anderson seriam os integrantes do time dos Aces & Eights. No mesmo dia, Sting anunciou que Samoa Joe, James Storm, e os retornados Magnus e Eric Young fariam parte do time da TNA.
Durante o Impact Wrestling de 31 de janeiro, o suposto amigo de Kurt Angle, Wes Brisco, se revelou como um dos membros dos Aces & Eights, o atacando juntamente com o também suposto amigo de Angle, Garett Bischoff, após Angle derrotar Mr. Anderson em uma luta numa jaula de aço. Garett Bischoff e Wes Brisco interferiram numa luta entre Kurt Angle e Samoa Joe, atacando ambos. No episódio de 21 de fevereiro do Impact Wrestling, após a luta entre Samoa Joe e Garett Bischoff acabar com a desqualificação de Bischoff devido a interferência de Brisco, Kurt Angle salvou Joe do ataque e desafiou Wes Brisco para uma luta numa jaula da aço no Lockdown.
No Genesis, Velvet Sky venceu uma luta gauntlet eliminando por último Gail Kim para se tornar a desafiante ao Women's Knockout Championship. Sky teve sua chance pelo título no episódio de 24 de janeiro do Impact Wrestling, mas foi derrotada por Tara, que reteve seu título. Sky, juntamente com Gail Kim e Miss Tessmacher recebeu outra chance pelo Women's Knockout Championship em uma luta 4-way de eliminação no Impact Wrestling de 21 de fevereiro, com Velvet Sky eliminando por último Gail Kim para ganhar o Women's Knockout Championship pela segunda vez na carreira. Na semana seguinte, Sky defendeu o título com sucesso contra Tara em sua revanche pelo título, sendo anunciado na mesma noite que Sky defenderia seu título contra Gail Kim no Lockdown.

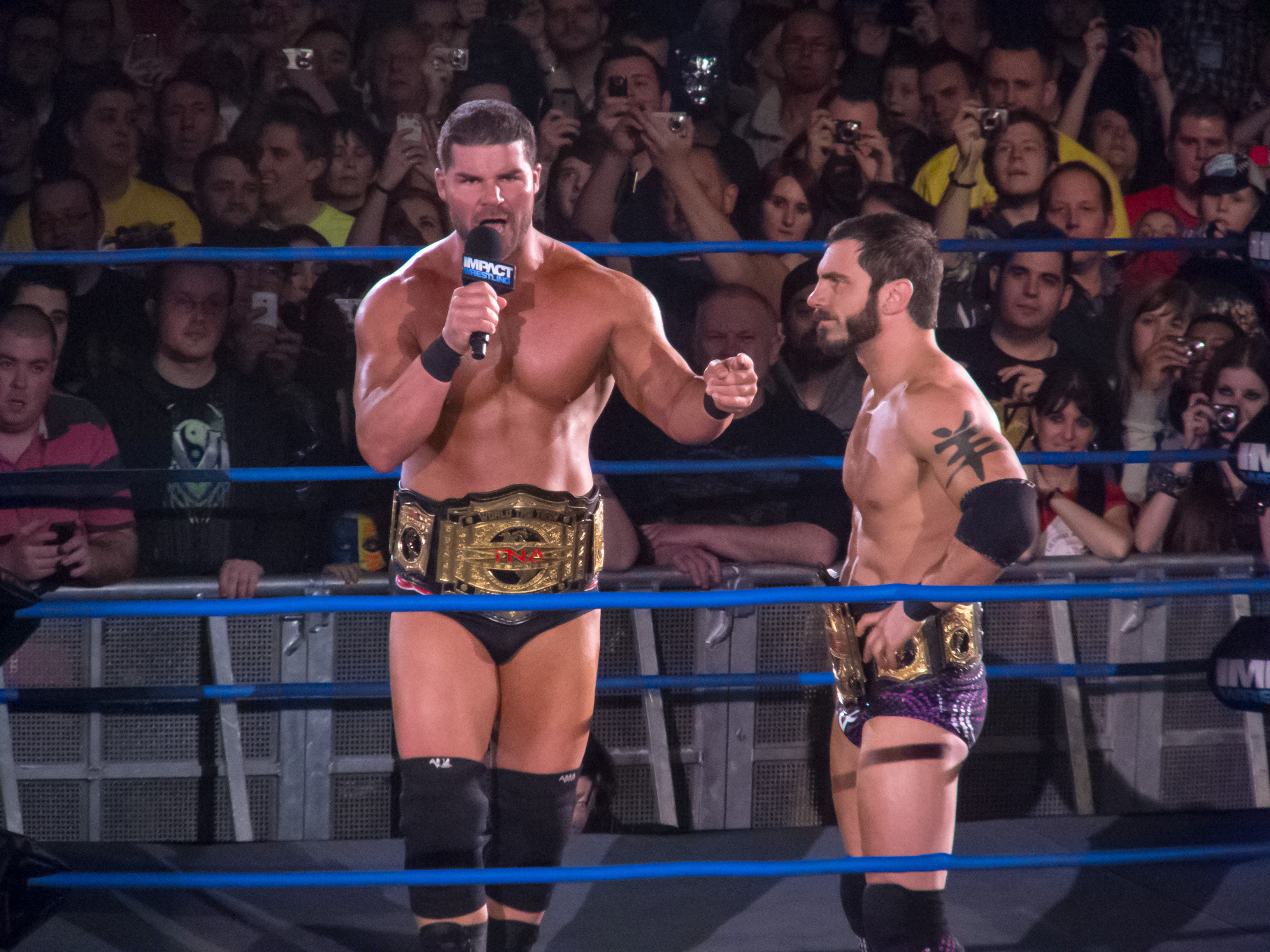
Austin Aries e Bobby Roode defenderam o TNA World Tag Team Championship.

No Impact Wrestling de 24 de janeiro, os rivais Austin Aries e Bobby Roode anunciaram uma aliança afim de conquistar todos os títulos da TNA, declarando que começariam pelo TNA World Tag Team Championship. No Impact Wrestling de 31 de janeiro, Roode derrotou Hernandez, se tornando o desafiante, juntamente com Aries ao World Tag Team Championship de Chavo Guerrero e Hernandez. Na semana seguinte, Aries e Roode derrotaram Chavo e Hernandez para conquistarem os títulos. Depois de Bad Influence (dupla formada por Christopher Daniels e Kazarian) se familiarizar com Aries e Roode nas semanas seguintes, Aries anunciou durante o Impact Wrestling de 28 de fevereiro que no Lockdown haveria uma luta de três duplas entre ele e Roode contra as duplas formadas por Chavo e Hernandez e Daniels e Kazarian pelo World Tag Team Championship.
Em dezembro, Robbie E organizou um segmento do "Bro Off", onde ele desafiou seu aliado Robbie T, e Jessie Godderz em uma "dance-off", o que para muita surpresa, foi ganho por Robbie T após relegar todas as atuações. No episódio de 7 de fevereiro do Impact Wrestling, durante a turnê da TNA no Reino Unido,  Robbie E veio ao ringue com Robbie T, com Robbie E confrontando Rockstar Spud. Robbie E insultou a nacionalidade britânica de Rockstar, não percebendo que Robbie T foi também era do Reino Unido, Robbie T "acidentalmente" caiu na lista e se agachou, com Spud atacando Robbie E. No episódio de 28 de fevereiro de 2013 do Impact Wrestling, Robbie E fingiu um reconciliamento com Robbie T, mas o atacou na cabeça com a foto VIP. No dia 5 de março a TNA confirmou uma luta entre os dois Robbies no Lockdown.
Durante meses, Kenny King perseguiu o TNA X Division Championship, que conseguiu conquistar em 28 de fevereiro na edição do Impact Wrestling, onde ele finalmente derrotou o campeão Rob Van Dam pelo título. King mais tarde foi programado para defender seu título em uma luta three-way contra Zema Ion e Christian York no Lockdown.

## Evento
| Papel:          | Nome:                                      |
| --------------- | ------------------------------------------ |
| Comentaristas   | Taz                                        |
| Comentaristas   | Pat Kenney                                 |
| Comentaristas   | Mike Tenay                                 |
| Comentaristas   | Willie Urbina (Narrador em espanhol)       |
| Comentaristas   | Hector Guerrero (Comentarista em espanhol) |
| Entrevistadores | Jeremy Borash                              |
| Locutores       | Christy Hemme                              |
| Locutores       | Jeremy Borash (Evento principal)           |
| Árbitros        | Brian Hebner                               |
| Árbitros        | Brian Stiffler                             |
| Árbitros        | Earl Hebner                                |
| Árbitros        | Taryn Terrell (Árbitra das knockouts)      |

### Lutas preliminares
Na primeira luta do evento, Kenny King enfrentou Zema Ion e Christian York em uma luta three-way pelo TNA X Division Championship. King manteve seu título ao conseguir realizar o pinfall em York após lhe aplicar um "Royal Flush".
Na luta seguinte, Joseph Park enfrentou e derrotou Joey Ryan, após Park "sentar" em Ryan em cima de Ryan.
Na terceira luta da noite, Velvet Sky derrotou Gail Kim para manter o Women's Knockout Championship. Durante a luta Gail Kim atacou a árbitra Taryn Terrell após Kim achar a contagem de Terrell muito lenta. Esta revidou lhe aplicando um "Spear", na sequência Sky aplicou um "In Yo Face " em Kim, conseguindo o pinfall.
A luta seguinte foi entre os Robbies. Robbie T conseguiu derrotar seu ex-parceiro Robbie E após lhe aplicar um "Throwdown Slam".

### Lutas principais
A luta pelo TNA World Tag Team Championship envolveu os campeões Austin Aries & Bobby Roode contra as duplas Chavo Guerrero & Hernandez e Bad Influence (Christopher Daniels e Kazarian). No fim da luta, Chavo aplica um "Frogsplash" em Daniels, porém Roode faz a "tag" em Guerrero. Guerrero tenta o pinfall, mas não é validado. Aries chega e joga Guerrero para fora do ringue e Roode faz o pinfall sobre Daniels para conseguir a vitória.
Na sexta luta da noite e a primeira a ser realizada numa jaula de aço,  Kurt Angle enfrentava Wes Brisco. Durante a luta, Angle acertou o árbitro Brian Hebner. Logo em seguida, Angle aplicou a sua manobra de submissão, o Ankle lock em Brisco, que desistiu, porém como o árbitro ainda estava nocauteado, não percebeu. Angle então saiu da jaula, porém D'Lo Brown o atacou e o jogou de volta, e na sequência puxou Brisco para fora sem que o árbitro percebesse, e ao ver Brisco fora deu a vitória a ele.

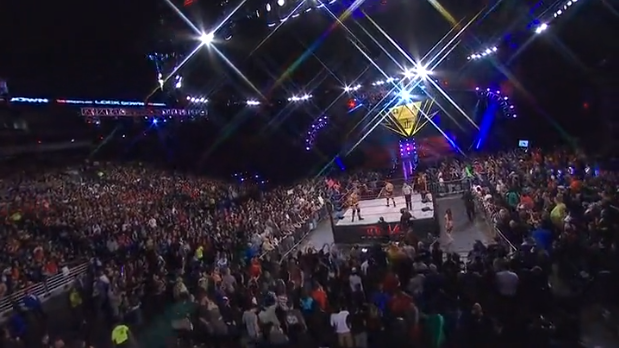
O Alamodome recebeu cerca de 10.000 pessoas para o Lockdown 2013, sendo o maior público da TNA.

A luta Lethal Lockdown do evento envolveu o time TNA (que continha Sting, Samoa Joe, James Storm, Magnus e Eric Young) contra os Aces & Eights (Devon, DOC, Garett Bischoff, Mike Knox e Mr. Anderson). Mr. Anderson e Magnus começaram a luta com a entradas de Knox, Samoa Joe, Garett Bischoff, Eric Young, Devon, James Storm, DOC e Sting durante a luta. Pela primeira vez, quando o último lutador entrou na luta (Sting) o teto não jaula não foi posto devido a problemas técnicos, fazendo com que Sting trouxesse as armas para a luta. A equipe da TNA conseguiu a vitória após Young aplicar um "elbow drop" em Knox do topo da jaula, conseguindo realizar o pinfall.
No evento principal, em outra luta numa jaula de aço, Jeff Hardy defendia seu TNA World Heavyweight Championship contra Bully Ray. No meio da luta, Bischoff e Knox invadiram a jaula, porém Ray e Hardy trabalharam juntos e conseguiram expulsar os dois da jaula. No fim do combate, os Aces & Eights invadiram a jaula novamente para atacar os dois lutadores, mas na verdade, foi um golpe de Ray para atacar Hardy com um martelo, conseguindo realizar o pinfall, conquistando o título de Hardy e o primeiro título mundial em sua carreira. No fim do combate, Ray falou que usou Hulk Hogan e Brooke Hogan – que estavam do lado de fora da jaula – e se anunciou como o líder oculto dos Aces & Eights, sendo fortemente vaiado e tendo objetos sendo arremessados ao ringue.

## Resultados
| No.                           | Lutas | Estipulações                                                   | Duração |
| ----------------------------- | --- | -------------------------------------------------------------- | ------- |
| 1                             | Kenny King (c) derrotou Christian York e Zema Ion | Luta Three-Way pelo TNA X Division Championship                | 10:59   |
| 2                             | Joseph Park derrotou Joey Ryan | Luta individual                                                | 05:43   |
| 3                             | Velvet Sky (c) derrotou Gail Kim | Luta individual pelo Women's Knockout Championship             | 07:24   |
| 4                             | Robbie T derrotou Robbie E | Luta individual                                                | 05:42   |
| 5                             | Austin Aries & Bobby Roode (c) derrotaram Chavo Guerrero & Hernandez e Bad Influence (Christopher Daniels e Kazarian)                                       | Luta de três duplas pelo TNA World Tag Team Championship       | 17:02   |
| 6                             | Wes Brisco derrotou Kurt Angle | Luta numa jaula de aço                                         | 11:44   |
| 7                             | Time TNA (Sting (capitão), Samoa Joe, James Storm, Magnus e Eric Young) derrotou Aces & Eights (Devon (capitão), DOC, Garett Bischoff, Knox e Mr. Anderson) | Luta Lethal Lockdown                                           | 25:26   |
| 8                             | Bully Ray derrotou Jeff Hardy (c) | Luta numa jaula de aço pelo TNA World Heavyweight Championship | 17:00   |
| (c)- Campeão(s) antes da luta | |                                                                |         |

## Recepção
O Lockdown de 2013 acumulou um público recorde de 6.700 pessoas presentes, passando a ser a maior audiência doméstica da TNA, superando os registros do Slammiversary de 2012.
No geral, o evento recebeu criticas positivas. O website canadense Canadian Online Explorer deu nota 7 ao evento, destacando a revelação de que Bully Ray usou Hulk e Brooke Hogan para ganhar o TNA World Heavyweight Championship e se revelar como o líder dos Aces & Eights, que fez com que a derrota da gangue na luta Lethal Lockdown fosse um pouco minimizada. O site considerou o melhor combate da noite sendo a luta de três duplas pelo TNA World Tag Team Championship, lhe dando uma nota 9, e considerando a pior luta sendo o combate entre os Robbies, lhe atribuindo uma nota 4.
O Observer Newsletter Wrestling deu ao evento uma classificação mediana para o show. Louvor foi dado a luta Lethal Lockdown, que foi considerado como o melhor combate da noite. A luta dos Robbies foi escolhida como o pior combate. A reação geral foi que a primeira metade do evento foi "pobre" e a segunda parte foi "muito boa" e, de que a história em torno do evento principal, que "pensei que o final do evento principal foi contada de maneira certa e a reação dos fãs me trouxe de volta para os dias de WCW que eu sinto  muita falta."